# 이집트의 주

이집트의 행정 구역 (2011년 4월 ~ 현재)

이집트의 행정 구역은 27개 주(Muhafazah, 무하파자)로 구성되어 있다.
2008년 4월 헬완주, 10월 6일주가 신설되었고 2009년 12월 룩소르주가 신설되면서 29개 주가 되었지만 2011년 4월 헬완주가 카이로주에, 10월 6일주가 기자주에 각각 합병되어 폐지되면서 27개 주가 되었다.
| 번호 | 주               | 주도           |
| ---- | ---------------- | -------------- |
| 1    | 알렉산드리아주   | 알렉산드리아   |
| 2    | 아스완주         | 아스완         |
| 3    | 아시우트주       | 아시우트       |
| 4    | 베헤이라주       | 다만후르       |
| 5    | 베니수에프주     | 베니수에프     |
| 6    | 카이로주         | 카이로         |
| 7    | 다칼리야주       | 만수라         |
| 8    | 다미에타주       | 다미에타       |
| 9    | 파이윰주         | 파이윰         |
| 10   | 가르비야주       | 탄타           |
| 11   | 기자주           | 기자           |
| 12   | 이스마일리아주   | 이스마일리아   |
| 13   | 카프르엘셰이크주 | 카프르엘셰이크 |
| 14   | 마트루주         | 메르사마트루   |
| 15   | 미니아주         | 미니아         |
| 16   | 무누피아주       | 시빈엘콤       |
| 17   | 알와디알자디드주 | 카르가         |
| 18   | 샤말시나주       | 아리시         |
| 19   | 포트사이드주     | 포트사이드     |
| 20   | 칼리우비야주     | 반하           |
| 21   | 케나주           | 케나           |
| 22   | 홍해주           | 후르가다       |
| 23   | 샤르키야주       | 자가지그       |
| 24   | 소하그주         | 소하그         |
| 25   | 자누브시나주     | 엘토르         |
| 26   | 수에즈주         | 수에즈         |
| 27   | 룩소르주         | 룩소르         |